# Digitalis purpurea
A Digitalis purpurea L., comummente chamada dedaleira, pelo formato de suas flores que lembram dedais, é uma erva lenhosa ou semilenhosa da família  Scrophulariaceae, nativa da Europa.
É usada como planta ornamental, com  inúmeras variedades hortícolas de flores róseas ou brancas.  É excelente para bordaduras e maciços, jardineiras ou vasos. Se impedida de terminar o ciclo através do corte de uma inflorescência murcha, a dedaleira torna a florescer.

## Nomes comuns
Dá ainda pelos seguintes nomes comuns: abeloira (também grafado abeloura e beloura); caçapeiro; digital; erva-dedal; luvas-de-nossa-senhora (não confundir com a Aquilegia vulgaris, que com ela partilha este nome); luvas-de-santa-maria, nenas, teijeira, tróculos (também grafado troques) e caralhotas.
Os nomes «troques» e «tróculos» têm origem onomatopaica e são alusivos à prática popular de fazer as flores desta planta estoirarem, fechando-lhes o bocal com os dedos e esmagando o resto da flor com a outra mão, por molde a produzir um baque sonoro.

## Uso medicinal
A Digoxina é uma potente droga extraída das folhas secas das plantas do gênero Digitalis, comumente das espécies Digitalis purpurea e Digitalis lanata, é um glicosídeo capaz de atuar em diversos problemas do coração, como insuficiência cardíaca congestiva, fibrilação arterial e em alguns casos, arritmia cardíaca. Tradicionalmente foi para o tratamento de ulceras, queimaduras, dores de cabeça e paralisia, foi mencionada em 1250 nas escrituras de médicos galeses, porém somente após os trabalhos de William Withering em 1785 e John Ferriar em 1799 passou a ser utilizada como um medicamento cardíaco. Ainda hoje a Digoxina é utilizada para este fim, sendo considerado um dos fármacos cardíacos mais antigos. No entanto, a janela farmacológica é muito pequena, a dose terapêutica é muito baixa e doses levemente acima podem ser letais, portanto é necessário cautela e conhecimento para seu uso.

#### Farmacologia
A Digoxina, em sua forma pura, é um pó branco e cristalino e pouco solúvel em água, quando ingerido por via oral cerca de 70% é absorvido pelo trato gastrointestinal, após atingir a corrente sanguínea, estima-se que 25% se liga à sero albumina, uma das principais proteínas componentes do plasma sanguíneo, assim é capaz de penetrar diversos tecidos, incluindo as meninges cerebrais e espinhais, atingindo o líquor e também penetra através das barreiras placentárias. Porém é no tecido muscular cardíaco que ocorre a maioria dos seus efeitos, ao atingir o coração a Digoxina se liga a proteínas da bomba de sódio e potássio, que se localizam na membrana das células, desativando-as. Assim ocorre o aumento da concentração de sódio dentro das células, estimulando a liberação de cálcio e assim promovendo a contração das miofibrilhas. O principal efeito desse mecanismo é a diminuição da frequência cardíaca e aumento da força de contração, melhorando a circulação do sangue. Após cerca de 2 a 6 horas ocorre o pico de resposta e depois de 24 horas ocorre a sua total excreção. Em casos de ingestão de doses acima da dose segura alguns dos principais sintomas são náuseas, dor abdominal, diarreia, hipotensão, acidez metabólica.

## Genética
As cores das pétalas da Digitalis purpurea são determinadas por pelo menos três genes, que interagem uns com os outros..
O gene dominante M determina a produção de um pigmento roxo, um tipo de antocianina. O gene recessivo m não produz esse pigmento. O gene dominante D é um acentuassomo,  que estimula a super expressão do gene M, fazendo com que seja produzida uma grande quantidade de pigmento. O gene recessivo d não estimula essa super produção, fazendo com que apenas uma pequena quantidade de pigmento seja produzida. Por último, o gene W faz com que o pigmento seja depositado apenas em alguns pontos no interior da pétala, enquanto que o gene w permite que a cor apareça por toda a pétala.

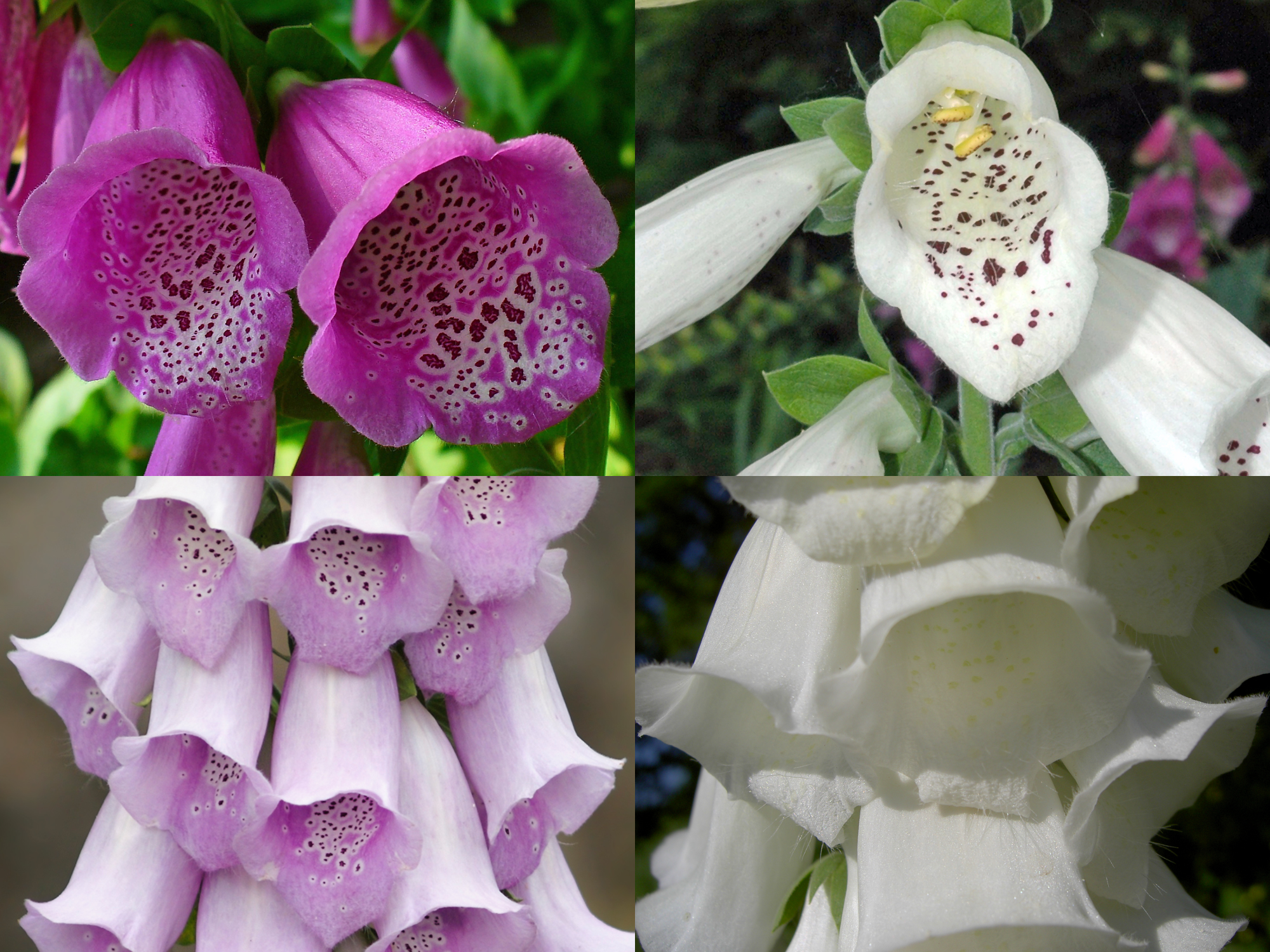
Os quatro fenótipos possíveis de Digitalis purpurea

Essa combinação leva a uma grande quantidade de possíveis genótipos, mas como há interação gênica, apenas quatro fenótipos são observados:
- M/_; W/_; _/_ = flor branca com pontos roxos;
- m/m; _/_; _/_ = flor branca com pontos amarelados;
- M/_; w/w; d/d = flor roxa clara;
- M/_; w/w; D/_ = flor roxa escura.